# Peter Deißenberger
Peter Deißenberger (* 1. Dezember 1976 in Würzburg) ist ein deutscher Fußballspieler. Er ist Spielertrainer beim FV Thüngersheim.

## Karriere

### Jugend
Deißenberger begann bei der DJK Würzburg mit dem Fußballspielen. Weitere Stationen im Juniorenbereich waren der ETSV Würzburg, der 1. FC Nürnberg und die Würzburger Kickers.

### Profikarriere

#### Vorkarriere
1996 ging Deißenberger wieder zu den Kickers Würzburg in die Landesliga Bayern Nord. 1997 wechselte er zum SC Weismain in die Regionalliga Süd, wo er bis Dezember 1998 26 Spiele absolvierte. Im Januar 1999 schloss er sich dem Würzburger FV an, wo ihm der Aufstieg als Meister der Landesliga Nord in die Bayernliga gelang.

#### Eintracht Frankfurt
Scouts von Eintracht Frankfurt wurden auf den damals 23-jährigen aufmerksam, und Deißenberger unterschrieb dort. Am 29. September 2000 beim 1:1 gegen Borussia Dortmund gab er sein Debüt, als Deißenberger in der 57. Minute für Horst Heldt eingewechselt wurde. Allerdings konnte er sich nie im Profikader der Eintracht durchsetzen, sodass dieses Spiel sein einziges in der Fußball-Bundesliga blieb. Im April 2002 absolvierte er ein Probetraining bei der SpVgg Unterhaching, wurde dort jedoch nicht unter Vertrag genommen. Deißenberger wurde zu den Frankfurter Amateuren abgeschoben, wo er sich anfangs ebenfalls nicht durchsetzen konnte und erst in der Saison 2002/03 in 36 Spielen zum Einsatz kam.

#### SV Elversberg
Zur Saison 2003/04 wechselte Deißenberger zur SV Elversberg. Während er in den ersten beiden Spielzeiten zum Stammspieler avancierte und je 32 Spiele bestritt, kam er in der Hinrunde der Saison 2005/06 nur in einem Spiel zum Einsatz.

#### Würzburger FV und kleinere Vereine
Daraufhin wechselte er in der Winterpause zurück zum Würzburger FV in die Fußball-Oberliga Bayern. Doch bereits nach Ende der Saison ging Deißenberger für ein halbes Jahr zum TSV Unterpleichfeld, ehe er in der Winterpause 2006/07 zum Würzburger FV zurückkehrte. Nachdem er 43 Spiele für den Würzburger FV bestritten hatte, verließ er den Verein wieder; diesmal in Richtung SV Bütthard, die er in die Fußball-Kreisliga Würzburg führte. Hier war er als Spielertrainer von 2008 bis 2010 aktiv.
2010 kehrte Deißenberger erneut zurück zum Würzburger FV. Er agierte hier als Mannschaftskapitän und erzielte in 56 Spielen sieben Tore. (Stand: Saisonende 2011/12)
Nach Ende der Saison 2011/12 wechselte Deißenberger ablösefrei zum TSV Reichenberg. Seit der Saison 2016/17 ist er wieder als Spielertrainer beim SV Bütthard aktiv, den er 2017/18 gemeinsam mit Trainerkollege Christian Steinmetz zur Meisterschaft in der Kreisklasse und zum Aufstieg in die Kreisliga führte. Im Meisterjahr gelangen ihm als Mittelfeldspieler 25 Treffer.
In dieser Saison erreichte der SV Bütthard zudem nach 7 Siegen das Totopokal-Finale im Kreis Würzburg, wo er dem TSV Uettingen allerdings mit 0:2 unterlegen war. Zur Saison 2019/2020 wechselte Deißenberger als Spielertrainer zum FV Thüngersheim.